# Thomas Pesenti
Thomas Pesenti (* 16. Oktober 1999 in Fidenza) ist ein italienischer Radrennfahrer.

## Sportlicher Werdegang
Nach dem Wechsel in die U23 wurde Pesenti 2018 Mitglied im Team Beltrami Tsa-Argon 18, das 2019 eine Lizenz als UCI Continental Team erhielt. In den ersten vier Jahren ohne nennenswerte Ergebnisse, erzielte er 2022 mit dem Gewinn der Giro del Medio Brenta und des Grand Prix Slovakia die ersten beiden internationalen Siege seiner Karriere und auch die ersten beiden Siege für sein Team überhaupt. 2023 blieb er international ohne Sieg, konnte aber bei Rennen des nationalen Kalenders vier Erfolge seinem Palmarès hinzufügen.
Da sein Team nur U23-Fahrer beschäftigt, musste Pesenti nach der Saison 2023 das Team verlassen. Da er bis dahin kein Profiteam gefunden hatte, wechselte er 2024 nach Japan zum JCL Team Ukyo, das mit Alberto Volpi auch einen italienischen sportlichen Leiter bekam. Im Verlauf der Saison erzielte er zahlreiche Top-10-Platzierungen, unter anderem den zweiten Gesamtrang bei der Tour de Langkawi im Rahmen der UCI ProSeries.
Durch seine Leistungen wurde das UCI WorldTeam Soudal Quick-Step auf ihn aufmerksam. Pesenti wurde daraufhin zur Saison 2025 Mitglied im Devo Team, wo er sich zunächst beweisen soll. Zum Saisonstart wurde er für das WorldTeam bei der Alula Tour eingesetzt und beendete die Rundfahrt als Bestplatzierter seines Teams auf Rang 14.

## Erfolge
2022
- Giro del Medio Brenta
- Grand Prix Slovakia